# Hinton St Mary
Hinton St Mary – wieś w Anglii, w hrabstwie Dorset. Leży 30 km na północ od miasta Dorchester i 164 km na zachód od Londynu.